# ミクスニッツ-ザンクト・エアハルト地方鉄道
ミクスニッツ-ザンクト・エアハルト地方鉄道（ドイツ語: Lokalbahn Mixnitz – St. Erhard）は、オーストリアの電化鉄道路線。軌間760 mm（ボスニア軌間）の狭軌鉄道で、ブライテナウ線（Breitenauerbahn）とも呼ばれる。2022年現在はRHIマグネシタの子会社であるミクスニッツ-ザンクト・エアハルト地方鉄道会社（Lokalbahn Mixnitz-St.Erhard AG）が路線を所有し、シュタイアーマルク鉄道による管理の下で運転が行われている。

## 概要
オーストリア連邦鉄道が運営する南部鉄道のミクスニッツ・ベーレンシュッツクラム駅（Mixnitz-Bärenschützklamm）から分岐しブライテナウ（Breitenau）までの区間を結ぶ、軌間760 mmの鉄道路線。ブライテナウの沿線で採掘されるマグネサイトの輸送を目的に1913年9月11日に開通し、それ以降2022年現在に至るまで機関車が牽引する旅客・貨物列車が運行している。路線長は当初約11 kmであったが、鉱山施設の拡張やミクスニッツ・ベーレンシュッツクラム駅の積み替え設備の更新に伴い両端の区間が僅かながら短縮し、1970年以降は全長が現在の10.38 kmとなっている。
定期旅客列車については1966年に路線バス（ポストバス）に置き換えられ廃止されたが、それ以降も旧型客車を用いた特別列車が運行しており、2007年以降は同年に設立されたブライテナウ線友の会（Freunde der Breitenauerbahn）の支援の下で実施されている。

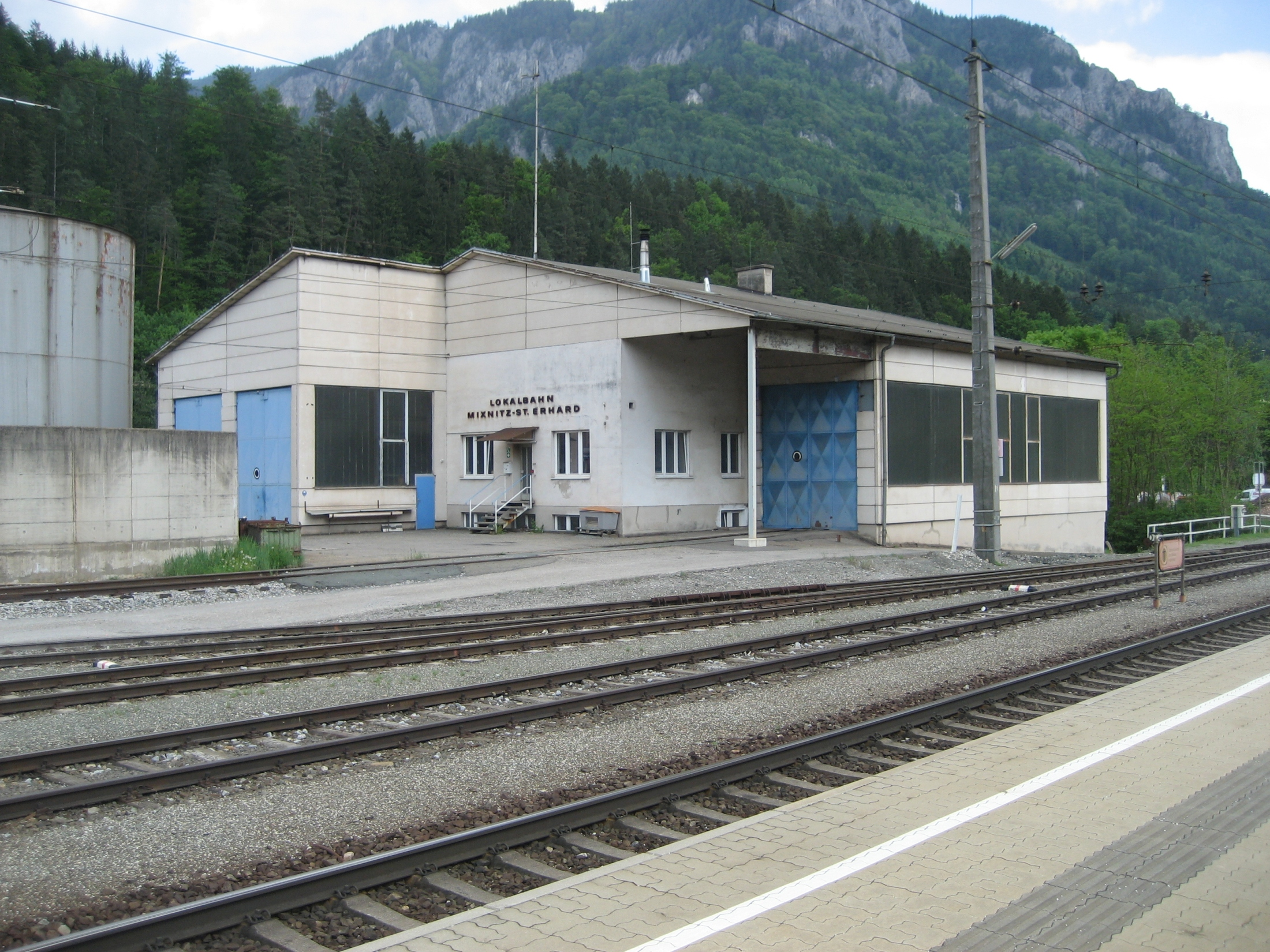
機関庫（2013年撮影）

## 車両
2020年現在使用されている機関車は、開通時の1913年から在籍するE 2「ホッホランチュ（Hochlantsch）」および1957年および1963年に導入されたE 3・4、合計3両の電気機関車と、他の狭軌路線から転属した1957年製のディーゼル機関車であるVL 6である。他にもE2と同型のE 1「ブライテナウ（Breitenau）」が現存するが、同年時点で側線に留置された状態にあり使用されていない。これらに加え、貨物の積み替えが行われるミクスニッツ・ベーレンシュッツクラム駅には軌間1,435 mm（標準軌）に対応したディーゼル機関車が2両在籍する。
特別運転に使用される客車については他の狭軌路線から譲受した車両が3両在籍しており、そのうち1両は窓がないオープンカーである。貨車は袋詰めにされたマグネサイトを積載する長物車や防水シートを備えマグネサイトの大量輸送が可能な無蓋車が在籍する。

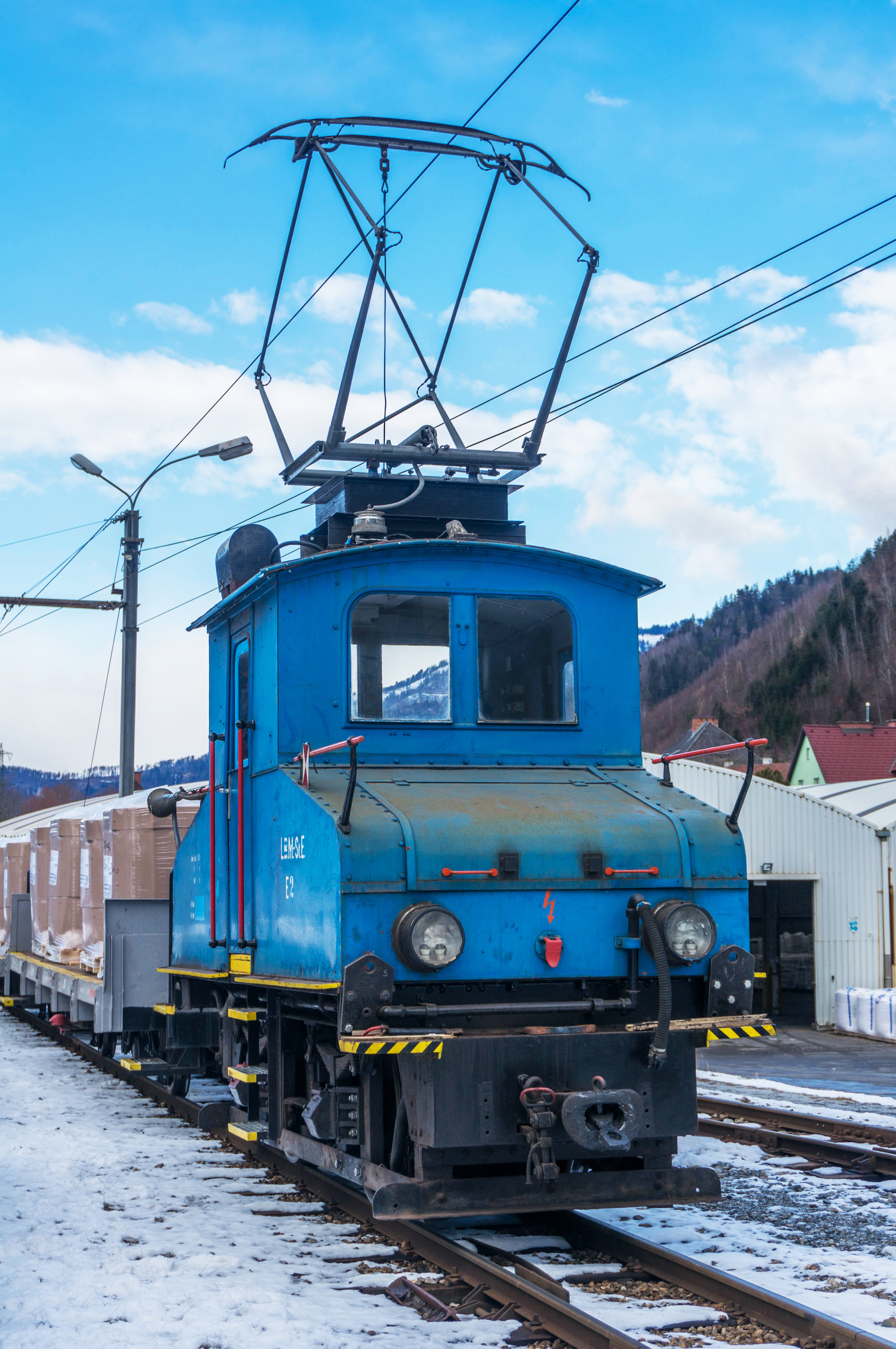
E2（2019年撮影）
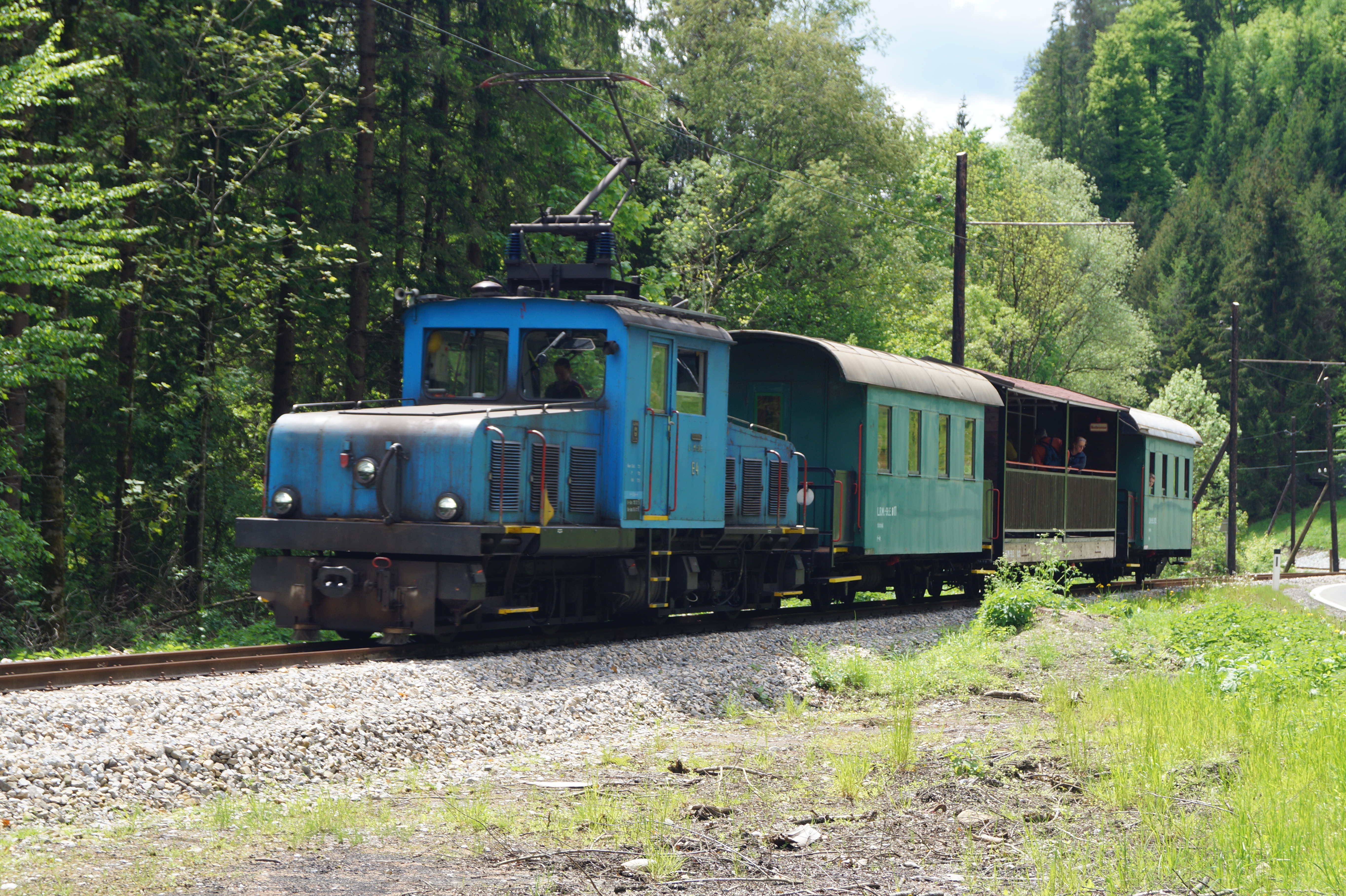
3両の客車を繋いだ特別列車（2017年撮影）
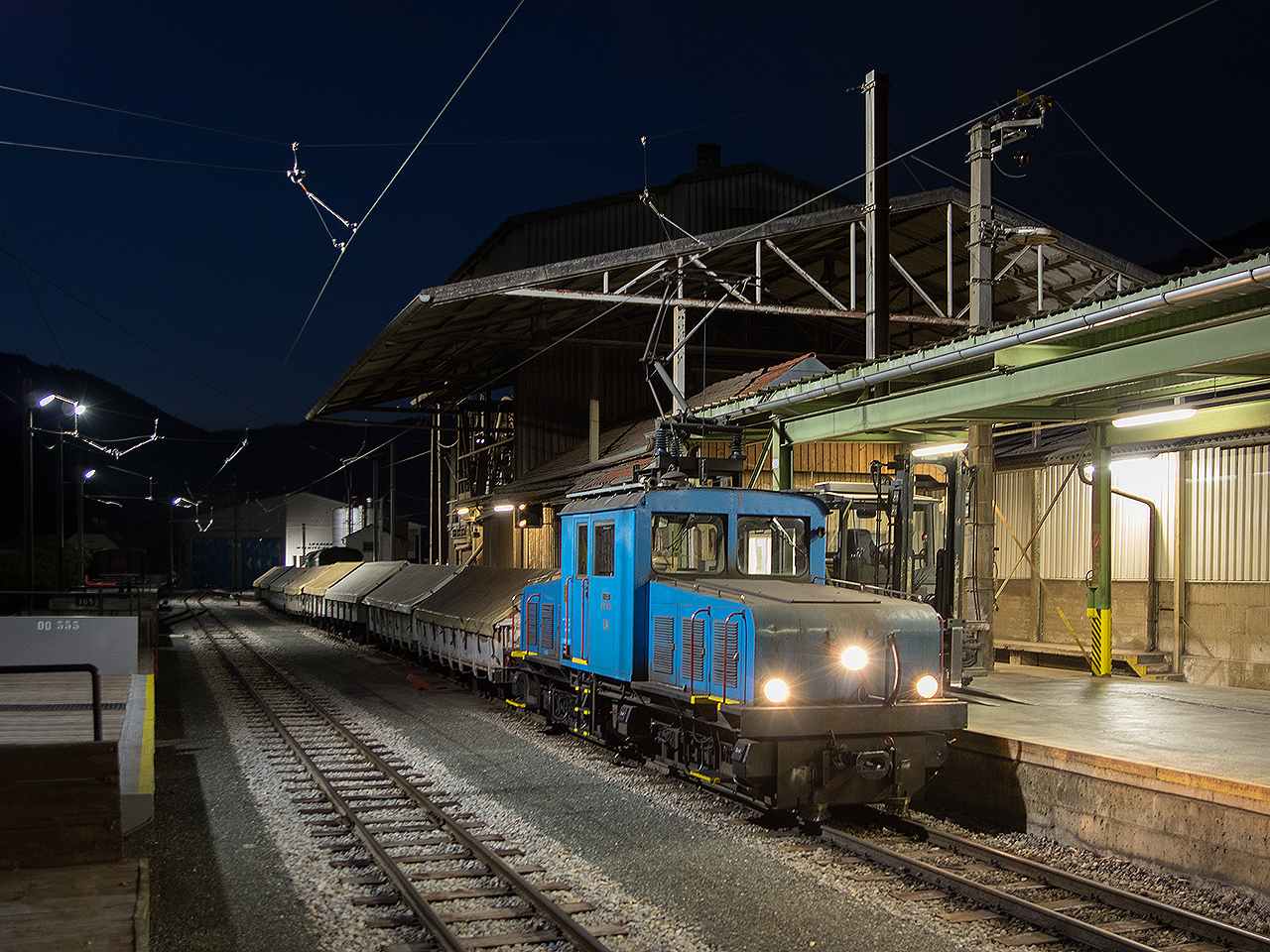
無蓋車による貨物列車を牽引するE4（2015年撮影）
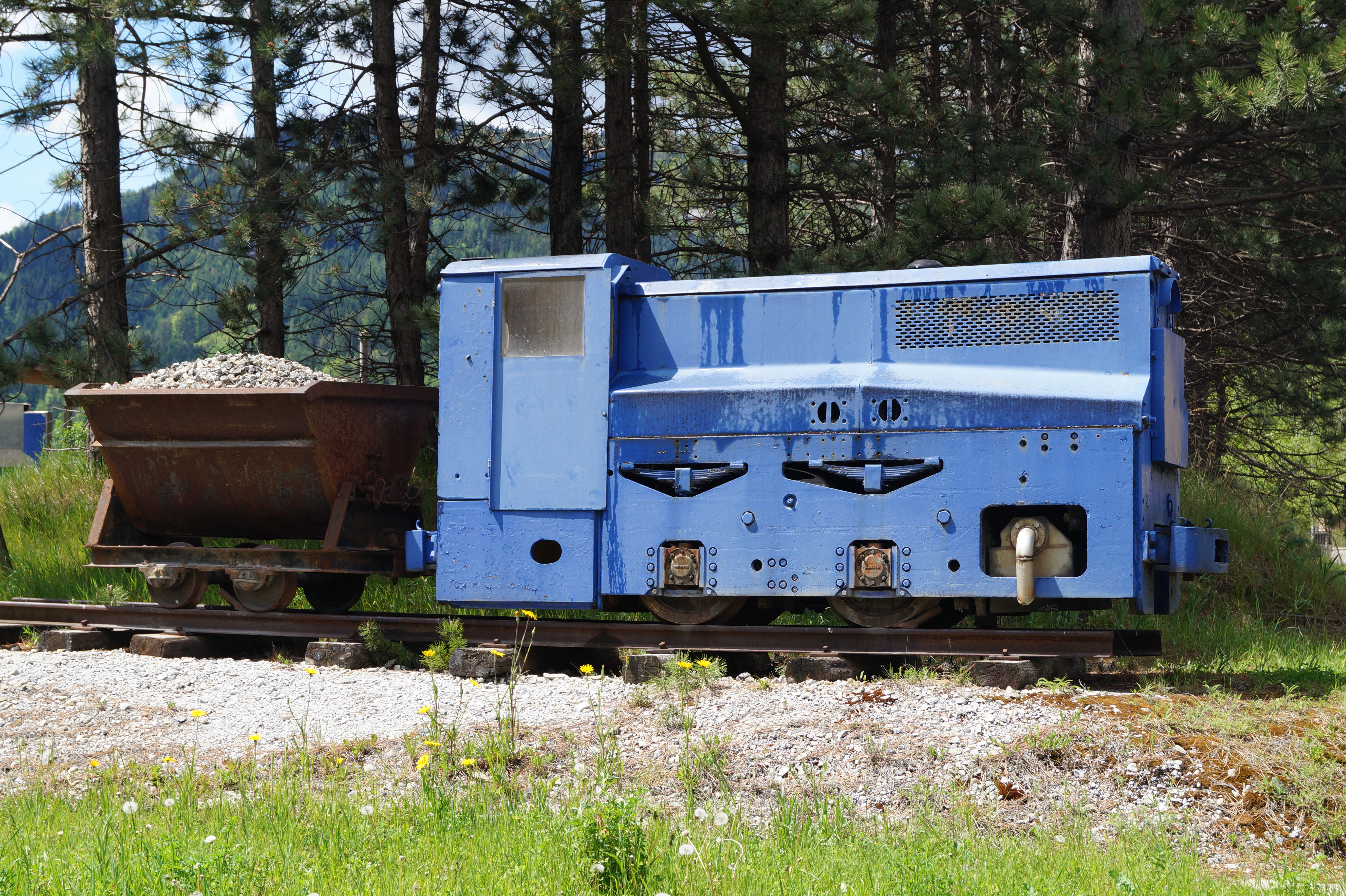
静態保存されている鉱山用ディーゼル機関車と貨車（2017年撮影）